# Condado de Larimer
O Condado de Larimer (em inglês:  Larimer County) é um dos 64 condados do estado americano do Colorado. A sede e maior cidade do condado é Fort Collins. Foi fundado em 11 de novembro de 1861.
O condado possui uma área de 6 822 km², dos quais 98 km² estão cobertos por água, uma população de 299 630 habitantes, e uma densidade populacional de 44,6 hab/km² (segundo o censo nacional de 2010).